# Perulibatrachus aquilonarius
Perulibatrachus aquilonarius is een straalvinnige vissensoort uit de familie van kikvorsvissen (Batrachoididae). De wetenschappelijke naam van de soort is voor het eerst geldig gepubliceerd in 2005 door Greenfield.